# Coppa del Mondo di skeleton 1991
La Coppa del Mondo di skeleton 1991 è stata la quinta edizione del massimo circuito mondiale dello skeleton, manifestazione organizzata annualmente dalla Federazione Internazionale di Bob e Skeleton; Venne disputata soltanto una gara, tenutasi il 9 febbraio 1991 a Sankt Moritz, in Svizzera, unicamente nel singolo uomini.
La settimana precedente la gara di Coppa si tennero anche i campionati mondiali di Igls 1991, in Germania, competizione non valida ai fini della Coppa del Mondo.
Vincitore della gara nonché della coppa di cristallo, trofeo conferito al vincitore del circuito, fu l'austriaco Christian Auer, alla sua seconda affermazione consecutiva nel massimo circuito mondiale.

## Calendario
| Località     | Data                        | Uomini   |          |
| ------------ | --------------------------- | -------- | -------- |
| Sankt Moritz | 9 febbraio 1991             | ●        |          |
| Igls         | 31 gennaio–1º febbraio 1991 | Mondiali | Mondiali |
| Totale       | Totale                      | 1        |          |

## Risultati
| Data            | Località     | Primi classificati     | Secondi classificati       | Terzi classificati  |
| --------------- | ------------ | ---------------------- | -------------------------- | ------------------- |
| 16 gennaio 1992 | Sankt Moritz | Christian Auer Austria | Michael Grünberger Austria | Andi Schmid Austria |

## Classifica
| Pos. | Nome atleta        | Nazione       | STM | Punti |
| ---- | ------------------ | ------------- | --- | ----- |
| 1    | Christian Auer     | Austria       | 1   | 45    |
| 2    | Michael Grünberger | Austria       | 2   | 42    |
| 3    | Andi Schmid        | Austria       | 3   | 40    |
| 4    | Gregor Stähli      | Svizzera      | 4   | 39    |
| 5    | Franz Plangger     | Austria       | 5   | 38    |
| 6    | Bruce Sandford     | Nuova Zelanda | 6   | 37    |
| 7    | Alex Müller        | Austria       | 7   | 36    |
| 8    | Martin Thaler      | Austria       | 8   | 35    |
| 9    | Richard Baumann    | Germania      | 9   | 34    |
| 10   | Fred Markl         | Germania      | 10  | 33    |